# Сідней ван Гойдонк
Сідней ван Гойдонк (нід. Sydney van Hooijdonk, нар. 6 лютого 2000, Бреда) — нідерландський футболіст, нападник італійської «Болоньї».

## Ігрова кар'єра
Народився 6 лютого 2000 року в місті Бреда. Вихованець юнацьких команд футбольних клубів VV Beek Vooruit та «НАК Бреда».
У дорослому футболі дебютував 2018 року виступами за команду «НАК Бреда», в якій провів три сезони, взявши участь у 65 матчах чемпіонату. Більшість часу, проведеного у складі «НАК Бреда», був основним гравцем атакувальної ланки команди.
Своєю грою за цю команду привернув увагу представників тренерського штабу італійської «Болоньї», до складу якої приєднався влітку 2021 року. Протягом наступної половини сезону взяв участь у чотирьох іграх Серії A.
На початку 2022 року був орендований нідерландським «Геренвеном» і повернувся на батьківщину. За півтора сезони відіграв за команду з Геренвена 45 матчів у національному чемпіонаті.
Влітку 2023 року повернувся до «Болоньї».

## Виступи за збірну
2023 року залучався до складу молодіжної збірної Нідерландів, зігравши у двох офіційних матчах.

## Статистика виступів

### Статистика клубних виступів
Станом на 21 серпня 2023
| Сезон                 | Команда               | Чемпіонат             | Чемпіонат | Чемпіонат | Національний кубок | Національний кубок | Національний кубок | Континентальні кубки | Континентальні кубки | Континентальні кубки | Інші змагання | Інші змагання | Інші змагання | Усього | Усього | Усього |
| Сезон                 | Команда               | Ліга                  | Ігор      | Голів     | Ліга               | Ігор               | Голів              | Ліга                 | Ігор                 | Голів                | Ліга          | Ігор          | Голів         | Ігор   | Голів  |        |
| --------------------- | --------------------- | --------------------- | --------- | --------- | ------------------ | ------------------ | ------------------ | -------------------- | -------------------- | -------------------- | ------------- | ------------- | ------------- | ------ | ------ | ------ |
| 2018–19               | «НАК Бреда»           | ЕД                    | 12        | 0         | КН                 | 0                  | 0                  |                      | -                    | -                    |               | -             | -             | 12     | 0      |        |
| 2019–20               | «НАК Бреда»           | EED                   | 25        | 6         | КН                 | 2                  | 1                  |                      | -                    | -                    |               | -             | -             | 27     | 7      |        |
| 2020–21               | «НАК Бреда»           | EED                   | 28+3      | 15+1      | КН                 | 0                  | 0                  |                      | -                    | -                    |               | -             | -             | 31     | 16     |        |
| Усього за «НАК Бреда» | Усього за «НАК Бреда» | Усього за «НАК Бреда» | 65+3      | 21+1      |                    | 2                  | 1                  |                      | -                    | -                    |               | -             | -             | 70     | 23     |        |
| 2021-січ. 2022        | «Болонья»             | A                     | 4         | 0         | КІ                 | 1                  | 0                  |                      | -                    | -                    |               | -             | -             | 5      | 0      |        |
| січ.-черв. 2022       | «Геренвен»            | Е                     | 13+2      | 6+1       | КН                 | 0                  | 0                  |                      | -                    | -                    |               | -             | -             | 15     | 7      |        |
| 2022–23               | «Геренвен»            | Е                     | 33+2      | 16        | КН                 | 4                  | 3                  |                      | -                    | -                    |               | -             | -             | 39     | 19     |        |
| Усього за «Геренвен»  | Усього за «Геренвен»  | Усього за «Геренвен»  | 46+4      | 22+1      |                    | 4                  | 3                  |                      | -                    | -                    |               | -             | -             | 54     | 26     |        |
| Усього за кар'єру     | Усього за кар'єру     | Усього за кар'єру     | 123       | 45        |                    | 7                  | 4                  |                      | -                    | -                    |               | -             | -             | 130    | 49     |        |